# Пресвитерианская церковь Вануату
Пресвитерианская церковь Вануату (фр. Église presbytérienne de Vanuatu) — это крупнейшая христианская конфессия в Вануату.

## История
Церковь создана миссионерами Лондонского миссионерского общества в середине 1800-х годов. В 1838 году Джон Уильям прибыл на остров Футуна. В Эроманго он был замучен и съеден. В 1841 году миссионеры Апела и Самуэле были отправлены в Футуну. Оба они приняли мученическую смерть. Они подготовили путь пресвитерианам из Канады, Шотландии, Австралии и Новой Зеландии. Синод пресвитерианской миссии внес свой вклад в миссию на Новых Гебридах. Выдающимися миссионерами были Джон Гибсон Пэтон и Маргарет Пэтон из Шотландии, а также Джон Гедди из Новой Шотландии.
Церковь быстро развивалась с юга на север. В ней работали пасторы и учителя из числа коренных народов. В 1905 году Маргарет Патон умерла, и в Виле была построена ее мемориальная церковь.
Церковь стала автономной в 1948 году как «Пресвитерианская церковь Новых Гебридских островов». Вануату освободилась от британской и французской колонизации в 1980 году. Большинство членов нового правительства были пресвитерианцами, поскольку пресвитерианская церковь — единственная конфессия, которая основала духовную семинарию и сконцентрировалась на обучении жителей Вануату.

## Статистика
По состоянию на 1 января 2006 года в деноминации насчитывалось около 78 000 членов и 400 приходов, а также 450 домашних общин в 6 пресвитериях.  Это крупнейшая конфессия в стране, представляющая более 30% населения Вануату.

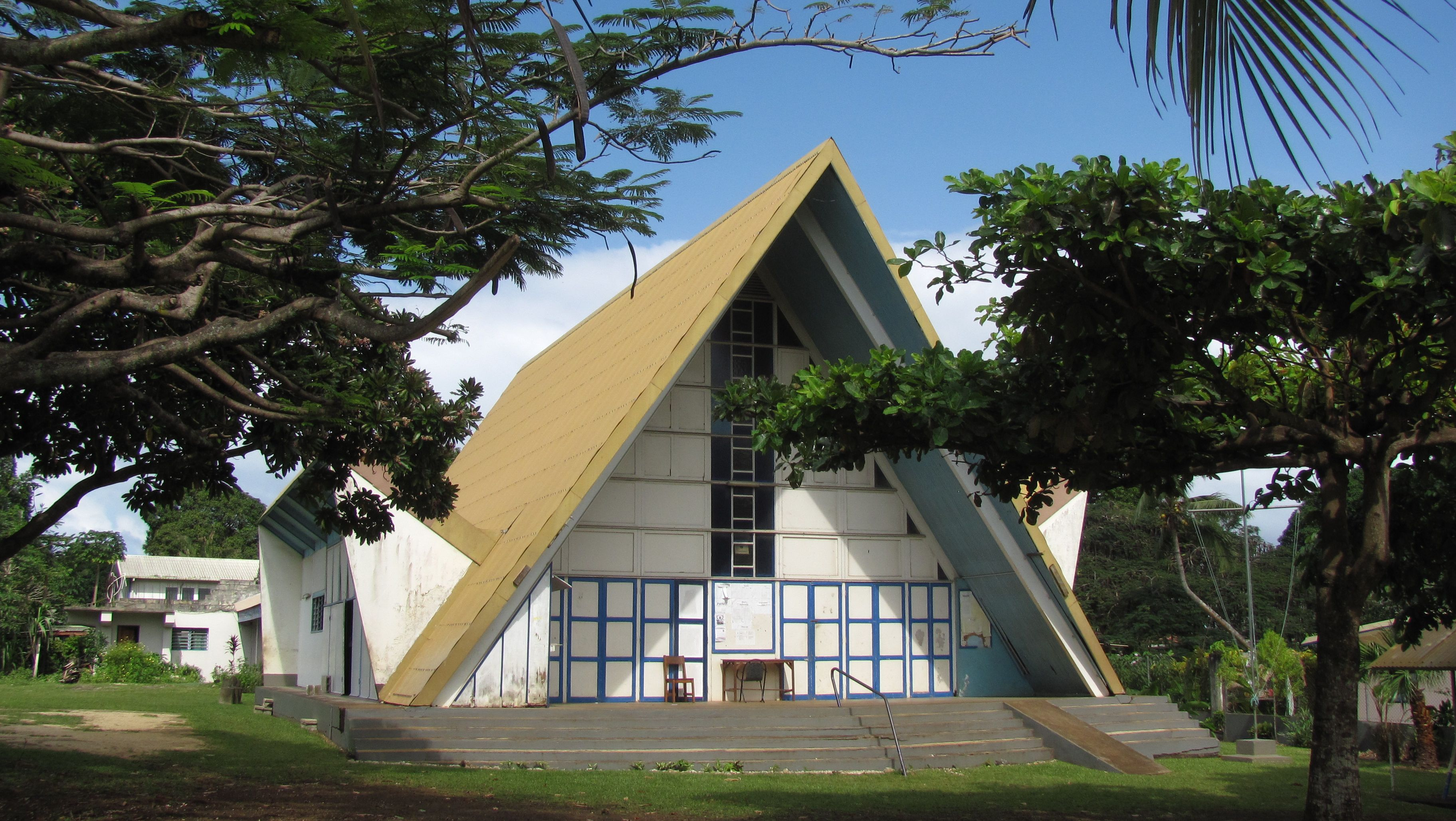
Мемориальная церковь Патона в Порт-Виле

Главный офис церкви находится в Порт-Виле. Церковь особенно активна в провинциях Тафеа, Шефа и Малампа. Провинция Санма в основном пресвитерианская, с сильным римско-католическим меньшинством во франкоязычных районах провинции. Есть некоторые пресвитерианцы, но нет организованных пресвитерианских церквей в Пенаме и Торбе, которые традиционно являются англиканскими. Вануату — единственная страна в южной части Тихого океана со значительным пресвитерианским наследием и членством.
Церковь управляет школами. Служители церкви проходят подготовку в пресвитерианском богословском институте, «Теологическом учебном институте Талуа» на Южном Санто. Институт предлагает диплом богослова, миссионера и программы бакалавриата церковного служения. Выпускники института становятся церковными работниками различных конфессий и евангелистами на изолированных островах.

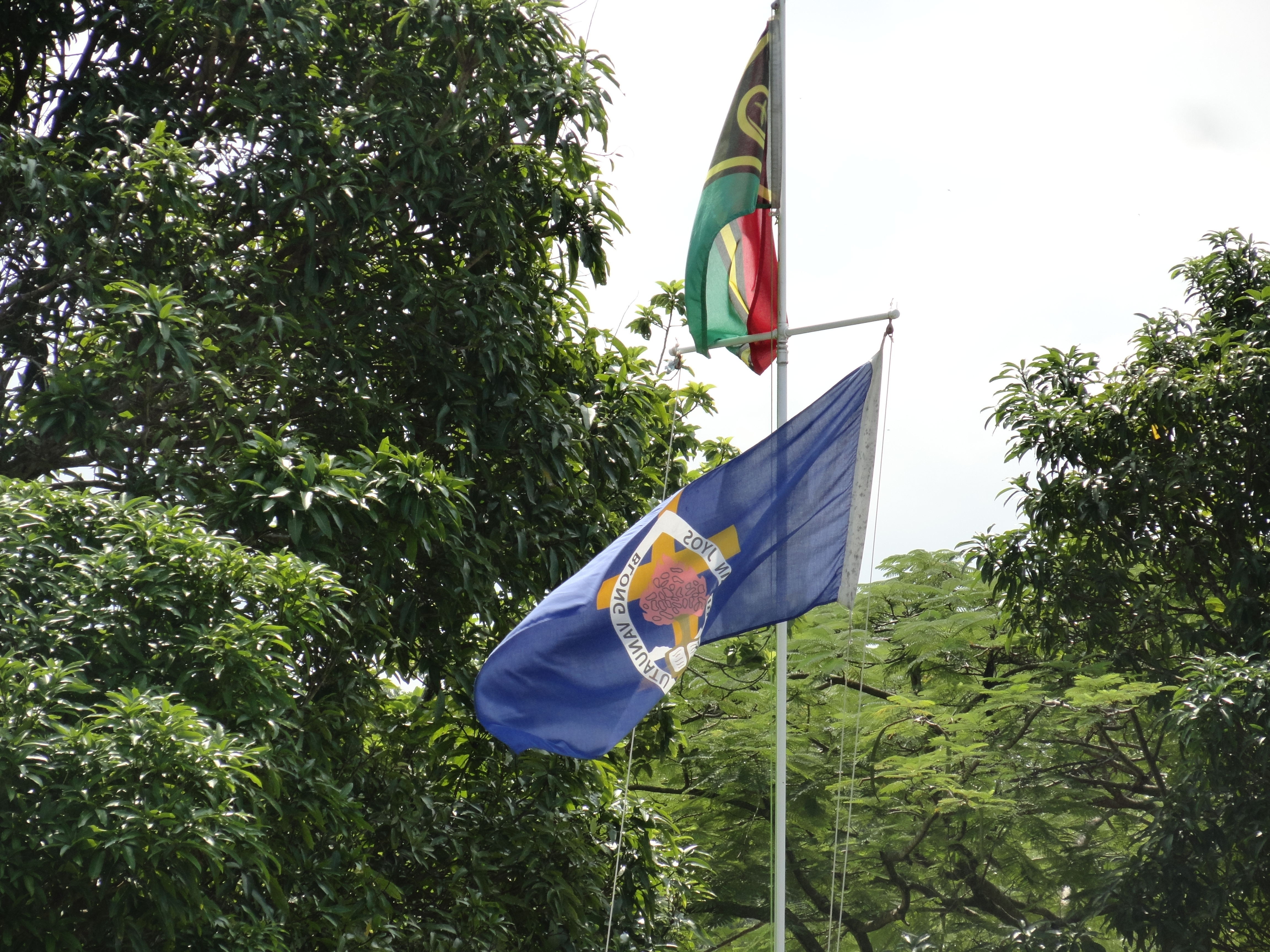
Флагшток в Теологическом учебном институте Талуа с флагами Вануату (вверху) и церкви (внизу)

## Доктрина
Церковь исповедует Апостольский символ веры и Вестминстерское исповедание веры.

## Межцерковные отношения
Церковь является членом Всемирного сообщества реформатских церквей. Церковь поддерживает партнерские отношения с Пресвитерианской церковью Австралии. Австралийская церковь поддерживает Институт теологической подготовки Талуа, который обеспечивает обучение служению пресвитерианской церкви в Вануату.

## Внешние ссылки
- Официальный веб-сайт